# Narcis Coman
Narcis Răduț Coman (* 5. November 1946 in Giurgiu) ist ein ehemaliger rumänischer Fußballspieler. Der Torwart bestritt 214 Spiele in der höchsten rumänischen Fußballliga, der Divizia A, und wurde im Jahr 1978 rumänischer Fußballer des Jahres.

## Karriere
Die Karriere von Narcis Coman begann in seiner Heimatstadt Giurgiu bei den Vereinen Olimpia und anschließend Victoria. 1964 wechselte er donauabwärts zu Șantierul Naval Oltenița, mit dem er zum ersten Mal in der Geschichte des Vereins in die Divizia C aufstieg. Coman kam im Sommer 1965 in den Kader der ersten Mannschaft von UTA Arad, in welcher er am 26. September 1965 in der Divizia A debütierte. Obwohl er in 13 von 26 Saisonspielen zwischen den Pfosten stand, konnte er sich nicht gegen seinen Konkurrenten Carol Weichelt durchsetzen und wechselte ein Jahr später zum Ligakonkurrenten Dinamo Pitești. Coman wurde zum Stammspieler und erreichte ein Jahr später mit dem Verein die Vizemeisterschaft. Anschließend wechselte er zum Ligakonkurrenten Dinamo Bukarest.
Mit Dinamo konnte er in der Saison 1968/69 erneut den zweiten Platz erreichen, es gelang aber nicht dauerhaft, sich einen Stammplatz zu erobern. Im Sommer 1970 verließ er den Verein und wechselte zu Dunărea Giurgiu in die Divizia B. Schon ein halbes Jahr später kehrte er in die Divizia A zurück, spielte aber fortan für Steaua Bukarest. Dort gewann er im Jahr 1971 als Ersatzspieler den rumänischen Pokal. Auch den folgenden Jahren kam er bei Steaua kaum zum Einsatz.
Im Jahr 1974 verließ Coman Steaua und ging erneut in die Divizia B – diesmal zu SC Bacău. Hier konnte er sich im Saisonverlauf einen Stammplatz erobern und stieg mit dem Verein ins Oberhaus auf. Im Jahr 1976 wechselte er zu CS Târgoviște in die Divizia B, wo er aufgrund einer einjährigen Sperre aber zunächst nicht zum Einsatz kam. Der Verein stieg ohne ihn in die Divizia A auf, wo Coman seinen zweiten Frühling erlebte. Er schaffte die Rückkehr in die Nationalmannschaft und wurde im Jahr 1978 als erster Torhüter rumänischer Fußballer des Jahres.
Nach dem Abstieg von Târgoviște aus der Divizia A spielte er ein weiteres Jahr für FCM Giurgiu in seiner Heimatstadt. Im Jahr 1981 beendete Coman seine aktive Laufbahn, in der die Hauptprobleme durch seine Alkoholkrankheit verursacht worden waren. 2007 war er Torwarttrainer bei Dunărea Giurgiu.

## Nationalmannschaft
Coman bestritt zwölf Spiele für die rumänische Fußballnationalmannschaft. Seinen Einstand hatte er am 29. Oktober 1967 gegen Polen. Am 6. November 1968 erklärte er sich trotz einer Verletzung bereit, gegen Portugal anzutreten, und wurde nach zwei Gegentoren zur Halbzeit ausgewechselt. Nach diesem Länderspiel wurde Coman zunächst nicht mehr berücksichtigt, es folgten lediglich zwei weitere Länderspiele im Jahr 1971 gegen Albanien.
Einhergehend mit seinen starken Leistungen in der Divizia A schaffte Coman im Jahr 1978 auch sein Comeback in der Nationalmannschaft, so dass er nach sieben Jahren zurückkehrte. Am 19. Dezember 1978 kam er gegen Israel zu seinem letzten Einsatz.

## Erfolge
- Rumänischer Pokalsieger: 1971
- Aufstieg in die Divizia A: 1975, 1977
- Fußballer des Jahres in Rumänien: 1978[3]

## Auszeichnungen
Am 25. März 2008 erhielt Coman sowie die anderen noch lebenden Mitglieder des Aufgebots, welches den bis zu diesem Zeitpunkt einzigen Titel Rumäniens auf Nationalmannschaftsebene errungen hatte, von Staatspräsident Traian Băsescu den Verdienstorden „Meritul sportiv“ III. Klasse. Dieses mutet sich insofern seltsam an, als dass nicht belegbar ist, dass Coman überhaupt im rumänischen Aufgebot stand, welches 1962 das UEFA-Juniorenturnier bestritt.